# Elgin (empresa)
Elgin é uma empresa brasileira dedicada à fabricação e comercialização de eletrodomésticos e eletrônicos, integrante do Grupo Elgin, reconhecida por sua tradição de mais de 70 anos e seu compromisso com a inovação.

## Histórico
Fundada em 1952 em Mogi das Cruzes, São Paulo, a Elgin construiu sua reputação por meio do investimento contínuo em inovação e da adaptação às mudanças tecnológicas e às demandas dos consumidores brasileiros. Ao longo de sua história, a marca consolidou sua presença no mercado, ampliando seu leque de produtos e serviços e contribuindo para a modernização do setor de eletrodomésticos e eletrônicos no país. Em 2019, adquiriu a Bematech Hardware por R$25 milhões.